# Ready to Go (canción de Limp Bizkit)
«Ready to Go» es una canción de la banda estadounidense de nu metal Limp Bizkit y el primer single de su sexto álbum de estudio, Stampede of the Disco Elephants. El sencillo cuenta con la colaboración del rapero y compañero de sello Lil Wayne y es producido por Polow Da Don. Es el primer sencillo de Limp Bizkit para la compañía discográfica Cash Money Records después de su salida de Interscope en 2011. La canción fue lanzado en marzo de 2013, a través de descarga gratuita en el sitio web de la banda y, el 16 de abril, como un sencillo en varias plataformas digitales.
Limp Bizkit reveló planes para lanzar "Ready to Go" en 2012 tras firmar con Cash Money Records el 24 de febrero, con Fred Durst diciendo: "Suena como un monstruo, suena literalmente peligroso, suena como aquel lugar incómodo que creó el rock 'n' roll, que creó el metal (pesado), desde donde surgió todo". A pesar de ser el primer single oficial de Limp Bizkit para Cash Money, otra canción llamada "Lightz (City of Angels)" se filtró en internet en octubre de 2012.

## Video musical
El video musical fue lanzado el 22 de julio de 2013, y fue dirigido por Fred Durst. Si bien los primeros informes señalaban que el video musical había sido filmado utilizando la versión "Urban Assault" de la canción, el video cuenta con la pista original del sencillo. El video musical lleva a los aficionados detrás de las escenas de todas las cosas de Limp Bizkit. Las escenas cambian de fotos de la banda de la formulación de listas de conjuntos de al guitarrista preparación única de Wes Borland para el escenario. Todo está entrelazado con clips de conciertos en vivo de Limp Bizkit que realizan ante miles de fanes. 
Se informó a través de la página de Facebook de la banda que se producirá un video musical para la versión "Urban Assault" de la canción. Por lo tanto, esto convierte a "Ready to Go" en el segundo single de Limp Bizkit después de "Rollin'" en tener dos versiones.

## Recepción
"Ready to Go" ha recibido críticas positivas desde su lanzamiento. ARTISTdirect le otorgó a la canción 5 estrellas, agregando que "'Ready To Go' se siente como una banda que ha vuelto a despertar en muchos aspectos. Al mismo tiempo, es el Bizkit que el mundo conoce y ama desde Significant Other y Chocolate Starfish and the Hot Dog Flavored Water". Spencer Kaufman de Loudwire elogió la forma de tocar la guitarra de Wes Borland y escribió: "La abrasadora canción presenta un virulento trabajo de guitarra de Wes Borland".